# Хаос Ароматів
Хаос Ароматів (лат. Aromatum Chaos) — це глибока депресія, яку прийнято окреслювати терміном «хаос». Цей хаос свого часу був джерелом утворення каналу витоку Ravi Vallis. Він розташований на східному краю області Xanthe Terra, у квадранглі Margaritifer Sinus (MC-19) планети Марс, за координатами 1°05′ пд. ш. 317°00′ сх. д. / 1.09° пд. ш. 317.0° сх. д.. Довжина Aromatum Chaos становить 91.5 км, а середня ширина — близько 30 км.
Максимальна глибина Aromatum Chaos, за приблизними підрахунками, сягає 3.45 км від рівня стінки. Середня глибина двох третин хаосу із західного боку становить близько 1.64 км, тоді як глибина останньої, східної третини усієї площі сягає близько 1.2 км від рівня стінок (визначено з використанням даних MOLA). Таким чином середня глибина Aromatum Chaos становить 1.2±0.05 км.
Вчені вважають, що депресія Aromatum Chaos та сусідній канал витоку Ravi Vallis утворилися під впливом взаємодії вулканічної активності з льодом, куди входить також утворення дайок та сіллів, які розворушили кріосферу під поверхнею. Вважається, що це спричинило виникнення підземного водоносного горизонту, внаслідок чого з-під землі вивільнилися значні запаси води. Це, в свою чергу, спричинило западання поверхні в новоутворені порожнини під нею, що й стало основною передумовою виникнення депресії Aromatum Chaos та каналу витоку Ravi Vallis, який утворився під впливом катастрофічної раптової повені. За приблизними оцінками, така повінь мала тривати від двох до десяти тижнів. Щоб дізнатися про деталі щодо потоку води, такі як швидкість потоку, об'єм води за одиницю часу і мінімальний загальний об'єм вивільненої води, який міг би бути достатнім для утворення каналу, див. Ravi Vallis.
Взаємодія вулканічних явищ із льодом, яка відбулася в Aromatum Chaos, та наступна катастрофічна мегаповінь, внаслідок якої утворився сусідній канал витоку Ravi Vallis, відбувалися і в інших місцях Марса, зокрема в Kasei Valles та Mangala Valles.